# Notophthiracarus flagrus
Notophthiracarus flagrus är en kvalsterart som beskrevs av Wojciech Niedbała 2000. Notophthiracarus flagrus ingår i släktet Notophthiracarus och familjen Phthiracaridae. Inga underarter finns listade i Catalogue of Life.